# Sphenosaurus
Sphenosaurus là một chi thuộc họ procolophonidae với rất ít thông tin được biết tới sống vào thời kỳ kỷ Permi.